# История Сардинии

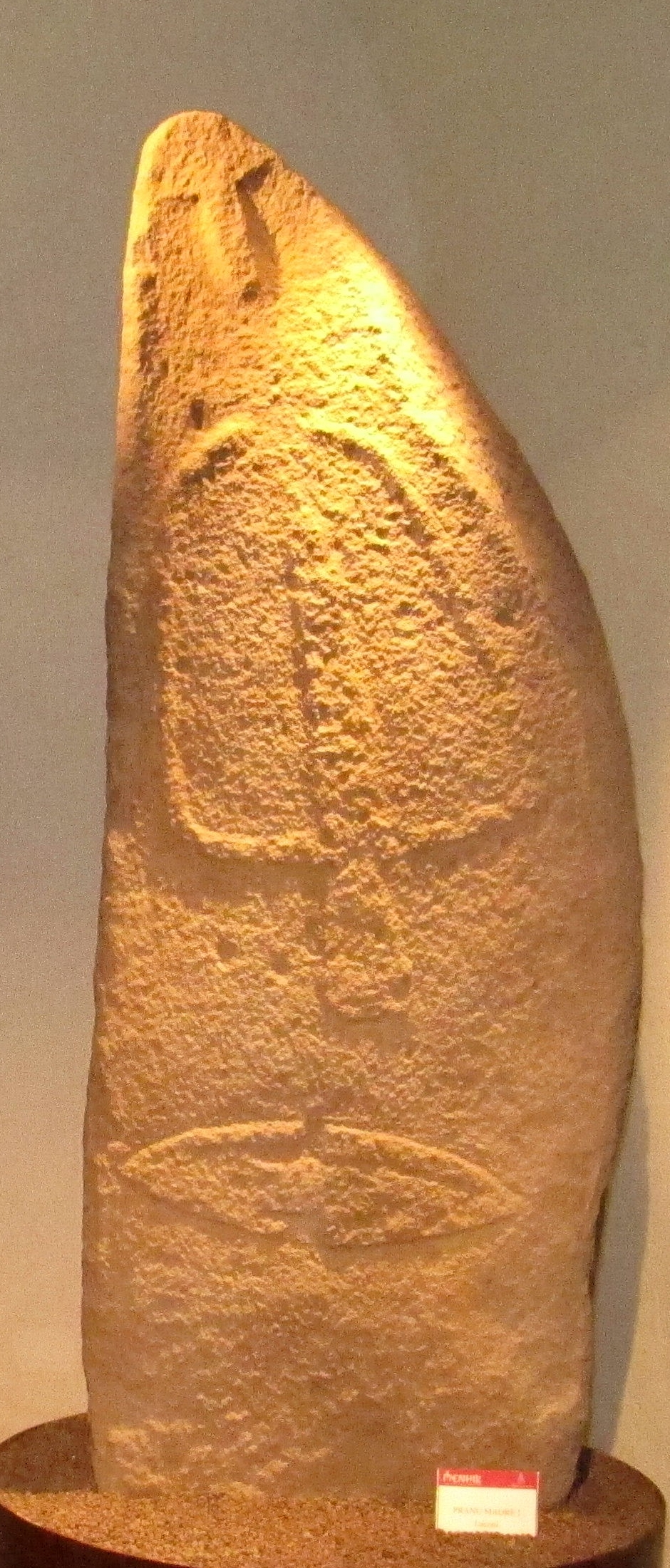
Менгир из Лакони

О доисторическом населении острова Сардиния свидетельствуют археологические объекты, такие как нураги и другие доисторические памятники, распространённые на территории всего острова. Письменная история Сардинии ведёт своё начало с налаживанием контактов её жителей с различными народами, стремившимися в период классической античности доминировать в торговле западного Средиземноморья: финикийцами, пунийцами и римлянами. В конце VI века до н. э., в контексте политического и экономического союза с финикийскими городами, Сардиния была частично завоёвана Карфагеном, а затем полностью Римом по итогам Первой Пунической войны (238 г. до н. э.). Остров на протяжении веков входил в состав римской провинции Корсика и Сардиния, которая в III и IV веках стала частью Italia suburbicaria.
В раннем Средневековье, в результате европейских варварских переселений, ослабления влияния Византии в западном Средиземноморье и набегов сарацин, остров выпал из сферы интересов каких-либо сильных государств. Это привело в VIII—IX веках к образованию на территории Сардинии четырёх независимых королевств, известных как юдикаты (лат. Judicati; сард. Judicados). Попав под власть папы, Сардиния стала центром соперничества Генуи, Пизы и Арагона, который в 1324 году включил остров в состав королевства Сардиния. Оно просуществовало до 1718 года, когда было передано Савойскому дому. Правившие островом из Пьемонта савойцы проводили политику экспансии на остальную часть Италии, а их в 1861 году королевство Сардиния было переименовано в Королевство Италия.

## Доисторический период

### Хронология донурагической Сардинии
Археологические культуры донурагического периода:
| Археологическая культура       | Годы до н. э. |
| ------------------------------ | ------------- |
| Импрессо или Филиестру         | 6000-4000     |
| Бону-Игину                     | 4000-3400     |
| Сан Сириако                    | 3400-3200     |
| Оциери                         | 3200-2700     |
| Абеальцу-Филигоса              | 2700-2400     |
| Монте-Кларо                    | 2400-2100     |
| Традиция колоколовидных кубков | 2100-1800     |
| Боннанаро (фаза)               | 1800-1600     |

### Нурагический период

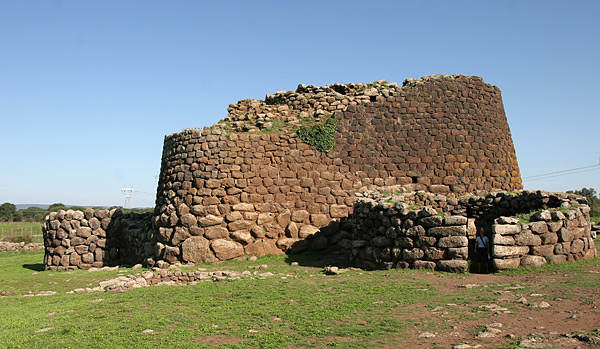
Нураг Лоза

Бронзовый век Сардинии характеризуется каменными сооружениями — нурагами, которых насчитывается более 8 тыс. Самый известный комплекс в Барумини расположен в медио-Кампидано. Нураги в основном были построены в период примерно с 1800 по 1200 год до нашей эры, хотя многие из них использовались до римского периода. Характерными чертами этого периода являются также храмы святых источников (например, Санта-Кристина, Паулилатино), храмы мегары и Гробница гигантовs.
Нурагические сарды также создали обширную коллекцию бронзовых статуэток и так называемых Гигантов Монте Прама, которые могут представлять собой первые антропоморфные статуи Европы.
Сардинцы имели контакты с микенцами, которые торговали в западном Средиземноморье. Контакты Сардинии с могущественными городами Крита, вроде Кидонии, стали ясны при обнаружении их глиняной посуды. Связь с одним из «народов моря» шерданами является темой научных споров.
Топонимическая легенда связывает название острова с мифологическим героем Сардом, известным среди римлян как Сардус Патер.

## Ранняя и классическая античность

### Финикийское поселение

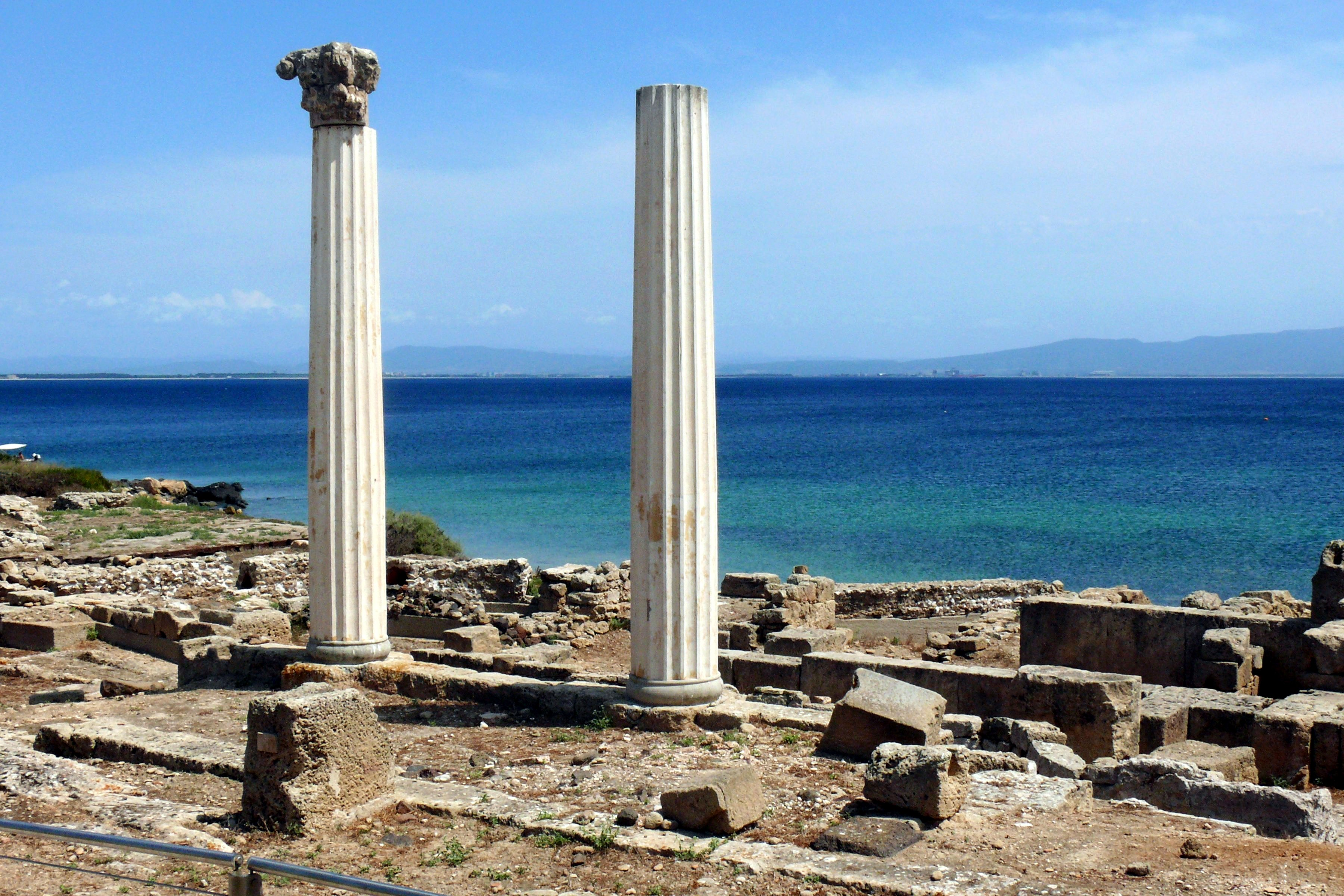
Руины Тарроса, где жили финикийцы, пунны и римляне.

С VIII века до н. э. финикийцы основали несколько городов и крепостей в стратегических точках на юге и западе Сардинии, часто на полуостровах или островах вблизи устьев рек, легко защищаемых и естественных гаванях, таких как Таррос, Бития, Сульчи, Нора и Каралис (Кальяри). Большинство жителей этих городов были коренными нурагами, в то время как финикийский элемент, хотя и преобладал в культурном отношении, был в меньшинстве. Финикийцы пришли из современного Ливана и вели обширную торговлю в Средиземном море. Сардиния занимала особое положение, поскольку занимала центральное место в Западном Средиземноморье между Карфагеном, Испанией, рекой Рона и землями этрусков. Горнодобывающий район Иглезиенте был важен для добычи свинца и цинка. После финикийцев эту часть Средиземноморья захватили пунийцы, около 510 г. до н. э., первая попытка завоевания острова в 540 г. до н. э. была неудачной. Они расширили свое влияние на западное и южное побережье от Бозы до Каралиса, объединив существующие финикийские колонии, которыми управляли полномочные представители (суффеты) и основав новые, такие как Ольбия, Кизил и Неаполис; Возможно Таррос был столицей. Карфаген занимался выращиванием зерновых культур и заповедных фруктовых деревьев.
Таррос, Нора, Бития, Монте-Сирай и т. д. в настоящее время являются важными археологическими памятниками, где можно изучать архитектуру и городское планирование.

### Римская империя

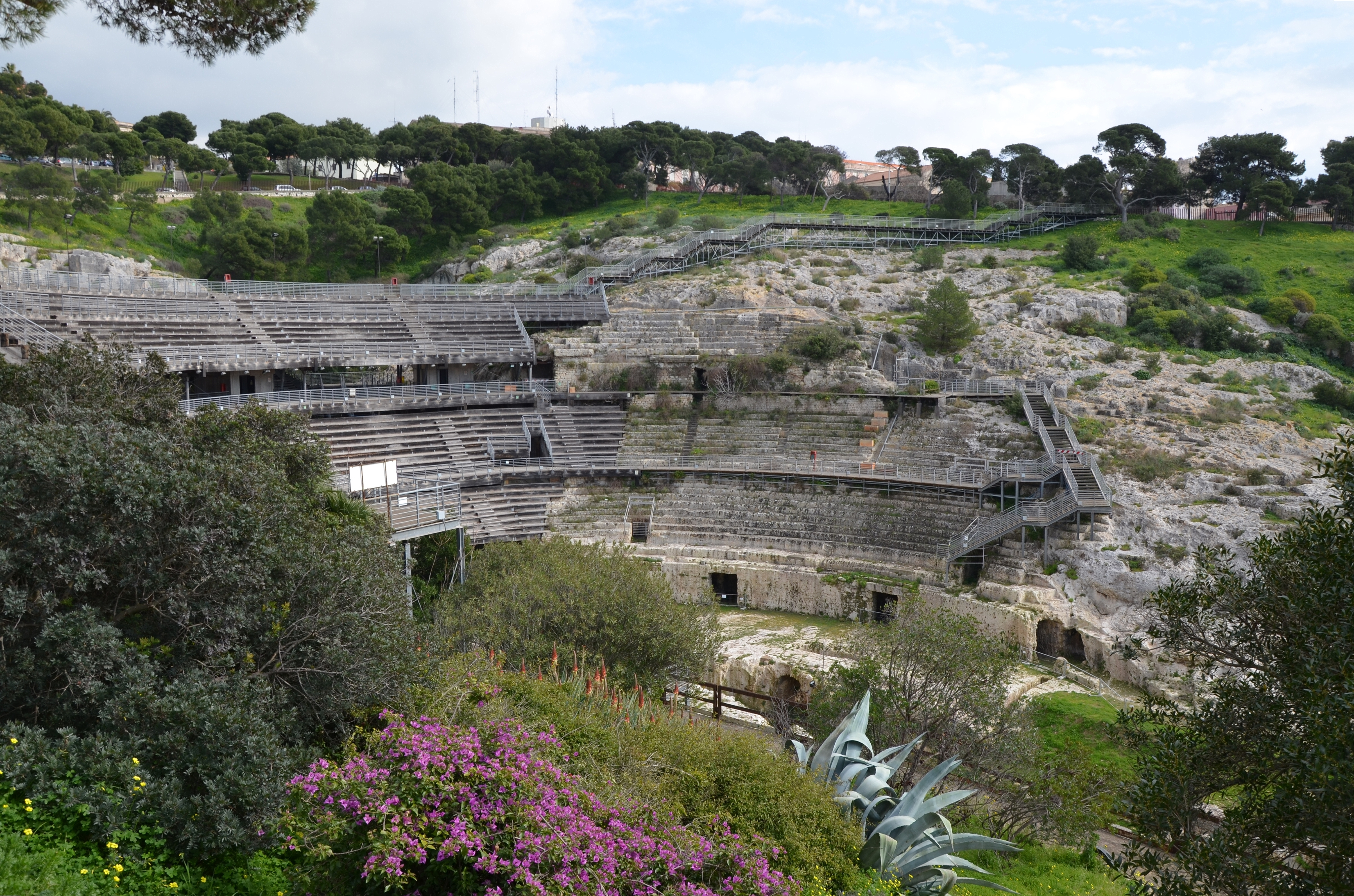
Руины римского амфитеатра в Кальяри.

В 240 г. до н. э. в ходе Первой пунической войны карфагенские наёмники подняли восстание в Африке и на Сардинии, остров был отдан ими римлянам, которые после победы в морской битве при Сульци получили возможность высадиться на Сардинии и оккупировать её. В 238 году до н. э. римляне захватили весь остров, не встретив сопротивления. Они переняли существующую развитую инфраструктуру и урбанизированную культуру (по крайней мере, на равнинах). Вместе с Корсикой остров вошёл в состав провинции Корсика и Сардиня, подчинявшейся претору. Вместе с Сицилией была одной из главных житниц Рима, пока римляне не завоевали Египет в I в. до н. э.
После битвы при Каннах в 216 г. до н. э. разразилось восстание двух пунийско-сардинских аристократов из Корнуса и Тарроса, Хампсикоры и Ганно. Римская армия из 22 000 пехотинцев и 1 200 конницы под командованием Тита Манлия Торквата высадилась в Кальяри и победили Гиоста, сына Гампсикоры, около Милиса. Затем римляне столкнулись с карфагенско-сардинским войском на юге острова в битве при Корнусе, которое произошло между Сесту и Дечимоманну, также завершившееся победой римлян. Другое крупное восстание произошло в 177—176 гг. до н. э. балары и иолаи были побеждены Тиберием Семпронием Гракхом, который согласно Титу Ливию убил и поработил около 80 тысяч местных жителей. Последние организованные восстания были подавлены Марк Цецилием Метеллом в 115—111 г. до н. э. и Титом Альбуцием в 106 г. до н. э. Однако сардинцы, живущие в недоступных горах внутренних районов, сопротивлялись римской колонизации вплоть до имперских времён.
Пуническая культура оставалась сильной в течение первых веков римского владычества, однако в долгосрочной перспективе возобладала романизация, и латинский язык стал языком большинства жителей, в итоге став сардинским языком. Римская религия начала распространяться по острову. Каралис был провинциальной столицей, Нора и Сульчи получили статус муниципия в I в., а на северо-западе была основана колония Туррис Либиссонис (Порто-Торрес),  в то время как при императоре Траяне деревня Узеллус стала римской колонией. Были построены 4 большие дороги : 2 вдоль побережья и 2 внутри страны, соединяющие все крупные города.
Географ Клавдий Птолемей отмечал, что Сардинию с севера на юг населяли: тибулаты и корсы, корацины, каренсы и кунузитаны, салкитаны и лукидонцы, азаронцы и эхиленцы (также называемые Cornenses), руценсы, целситаны и корпиценсы, скапитаны и сикуленсы, неаполитаны и валентины, Солкитаны и ноританы. В 212 году все жители империи получили римское гражданство по эдикту Каракаллы. В то время многие островитяне из муниципий и колоний были римскими гражданами, а жители внутренних районов — нет. Примерно в 286 г. Сардиния при императоре Диоклетиане была включена в состав диоцеза Италия, а в 324 г. при Константине I — в suburbicaria диоцеза Италия. В 456 г. остров был завоёван вандалами.

## Средние века

### Вандалы, готы и византийцы
После падения Западной Римской империи остров был объектом нескольких завоеваний. В 456 г. обосновавшиеся в Северной Африке вандалы заняли города на побережье Сардинии и разместили гарнизоны из своих африканских ауксиллариев, вроде мавров. Исповедовавшие арианство варвары депортировали на остров ряд авриканских христианских епископов, включая Фабия Фульгенция. В 533 г. наместник острова Года поднял мятеж против короля Гелимера, провозгласил себя королём Сардинии и обратился за помощью к византийскому императору Юстиниану, который прислал 400 солдат во главе с архонтом Кириллом.

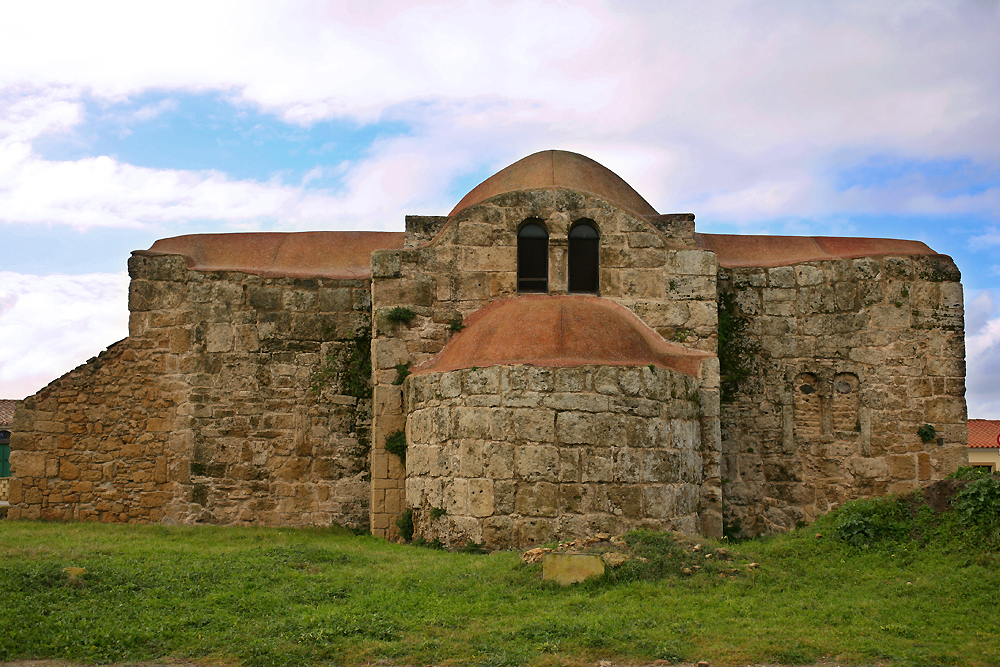
Церковь византийской эпохи Сан-Джованни ди Синис.

Летом 533 г. вандальская армия в 5 тыс. человек при поддержке 12 кораблей под руководством королевского брата Цазо высадилась на острове, завоевала Каралис и расправилась с Годой и его сторонниками. В начале 534 г. они сдались византийцам на фоне их побед в Африке. Сардиния вошла в состав Преторианской префектуры Африка, губернатор острова базировался в Каралисес. В ходе византийско-готской войны большая часть Сардинии была захвачена остготами, но сама война завершилась их поражением и подчинением Византии. Сардиния была включена в Африканский экзархат, а после его захвата арабами в 698 г. — в Равеннский экзархат. В 599 г. и в VII в. лангобарды пытались с моря атаковать Каралис и Туррис Либиссонис (Порто-Торрес).
Одним из немногих этнических сардинцев, известных с этого периода, был лидер живших в Барбадже Госпитон. Согласно письмам Григория I, на острове существовала романизированная и христианизированная область (область провинциалов), которая сосуществовала внутри с языческими или полуязыческими культурами (Gens Barbaricina). Бывший представителем второй категории Госпитон принял христианство в 594 г. после обмена посольствами. На местное христианство долгое время сохраняли влияние восточное христианство и византийская культура.
Другими известными религиозными деятелями сардинского происхождения V—VI вв. являются римские папы Григорий и Симмах.

### Набеги сарацин
Начиная с 705—706 г. сарацины из недавно завоёванной Северной Африки начали атаковать приморские города. Подробных сведений о политическом положении Сардинии в последующие века мало. Из-за нападений сарацин Tаррос после 1,8 тыс. лет заселения был оставлен ради Ористано, Каралис — в пользу Санта-Игии; та же участь постигла и многие другие прибрежные центры (Нора, Сульчи, Бития, Корнус, Боза, Ольбия и др.).В 1015−1016 г. массированное морское нападение с Балеарских островов под предводительством Муджахида аль-Муваффака с целью захватить остров было остановлено сардининскими юдикатами и призванными папой римским Бенедиктом VIII флотами морских республик Пизы и Генуи.

Четыре юдиката.

### Юдикаты
С середины XI в. появились юдикаты («управляемые судьями»). Титул Юдекс (судья, judike на средневековом сардинском языке) был наследником византийского губернатора после создания Африканского экзархата в 582 г. (Prases или Judex Provinciae). В VIII и IX веках четыре части, зависящие от Каралиса, становились все более независимыми, после того, как Византия был полностью отрезана от Тирренского моря арабским завоеванием Сицилии в 827 г. Письмо от папы римского Николая I от 864 г. впервые упоминаются сардинские судьи, их автономия ясны в более позднем письме папы римского Иоанна VIII, который определил их как «князей». Письмо Мешко I к Иоанну XV доказывает, что судьи были известны даже в Польше и что они играли престижную роль в средневековой Европе.
В эпоху юдикатов на Сардинии проживало около 300 тыс. жителей, из которых немногим более 1/3 были свободны. Они подчинялись власти местных попечителей (администраторов), в свою очередь подчинявшихся судье (который также вершил правосудие и был командующим армией). Церковь тоже была могущественной, и в это время она полностью отказалась от восточного обряда. Прибытие в конце XI в. бенедиктинуев, камальдулов и других монахов из Южной Италии, Ломбардии и Прованса, особенно из монастырей Монтекассино, Виктор Марсельский и Валломброза, способствовало развитию сельского хозяйства на земле, которая была крайне слаборазвитой. Кондаге (каталоги, картулярии) монастырей, фиксирующие сделки с недвижимостью, являются важным источником для изучения острова и его языка в XI—XII вв. Свидетельства из кондаг Сан-Пьетро-ди-Силки в Сассари и Санта-Мария-ди-Бонаркадо о детях рабов показывают, что различия в сельскохозяйственном образе жизни между регионами могут влиять на выживаемость женщин, гипотетически за счёт увеличения детоубийства девочек. Аббатство Санта-Мария-ди-Бонаркадо включало более центральные, горные регионы, где преобладала пасторальная экономика, а женщины были менее полезны с экономической точки зрения; среди детей в этом регионе соотношение полов сильно перекошено в пользу мужчин. С другой стороны, в районе Сан-Пьетро-ди-Силки, менее пасторальном, соотношение полов у детей не имеет аномального перекоса.
Было четыре исторических известных юдиката: Логудоро (или Торрес), Кальяри (или Плуминос), Арборея и Галлура. Кальяри, Арборея и Логудоро (и, возможно, Галлура) были на время объединены в XI в.
Усилиями григорианских реформ привели к усилению контактов между Сардинией и итальянским полуостровом, особенно из-за желания судей основать монастыри с монахами из континентальных монастырей Монтекассино и Марсель. К XII в. сардинские судьи, хотя и малоизвестные, периодически упоминаются. Они заявили о своей верности святому престолу, который поставил их под власть архиепархии Пизы, заменив верховенство Архиепархии Кальяри.
Часто ссорясь между собой, судьи сделали множество торговых уступок пизанцам и генуэзцам. Морские республики вскоре стали настоящими хозяевами сардинской экономики.
В конце XII и начале XIII в. все четыре юдиката перешли к иностранным династиям, а местные семьи занимали второстепенные должности. Арборея перешла к каталонскому Виконт де Бас (Cervera-Bas) в 1185 г., хотя в течение следующих нескольких десятилетий это оспаривалось. В 1188 году Кальяри был завоеван Домом Масса из Пизы. Галлура по браку Елены перешёл к пизанским Висконти в 1207 г. Логудоро перешёл к Генуе и семьям Дориа и Маласпина в 1259 г. после смерти судьи Аделазия. Всего за год до этого другие судьи и пизанцы осадили Санта-Игию и свергли последнего правителя Кальяри Гульельмо III. Галлура продержался дольше, но враги Висконти в Пизе вскоре сместили последнего судью и друга поэта Данте Алигьери Нино в 1288 г.
Примерно в то же время Сассари объявил себя свободной коммуной, союзной Генуе. В начале XIV века большая часть Восточной и Южной Сардинии, включая Кастель-ди-Кастро (Кальяри), находилась под властью Пизы и семьи делла Герардеска, которая основала важный шахтёрский город Иглезиас. Однако Арборея просуществовала как единственное коренное королевство до 1420 года. Одна из самых выдающихся сардинских фигур средневековья Элеонора Арборейская была соправительницей этого региона в конце XIV века; она заложила основы законов, которые оставались в силе до принятых в 1827 г. Carta de Logu.

## Королевство Сардиния

### Под управлением Арагона иИспании

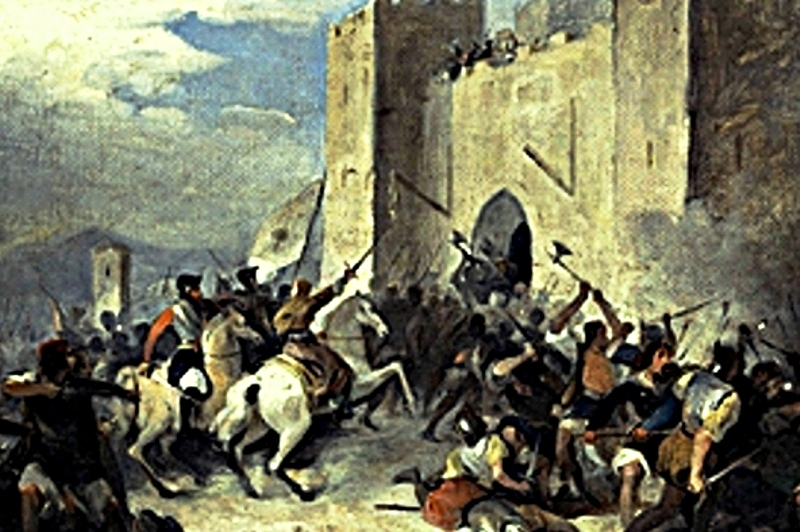
Битва при Санлури (Джованни Маргинотти).

В 1323 году армия короля Арагона Альфонсо IV высадилась недалеко от Пальма-ди-Сульчи на юге Сардинии. После падения Вилла ди Кьезы пизанцы были разбиты на суше (Лукочистерне) и на море (Пролив Кальяри) и покинули остров, сохраняя за собой до 1326 г. Кастель ди Кастро. Область Кальяри, как и Галлура, таким образом, стали первой основой номинально основанного в 1297 г. папой Бонифацием VIII Сардинского королевства, которое вошло в состав Арагонской короны.
В 1353 году Мариано IV в союзе с Дориа начал войну с Арагоном, занял большую часть Сардинии, но не смог взять Кальяри. Санлурийский мир (1355 г.) положил начало периоду спокойствия, но боевые действия возобновились в 1365 году, когда Арборея во главе с Марианом IV, а затем, с 1391 года — с Бранкалеоне Дориа захватила большую часть острова. Но в 1409 году арагонцы одолели отправленный на помощь мятежникам генуэзский флот и разбили армию юдиката в битве при Санлури. Столица Арбореи Ористано пала 29 марта 1410 года, последний её судья Гильом II де Лара продал победителям оставшиеся территории в 1420 году в обмен на 100 тыс. золотых флоринов.

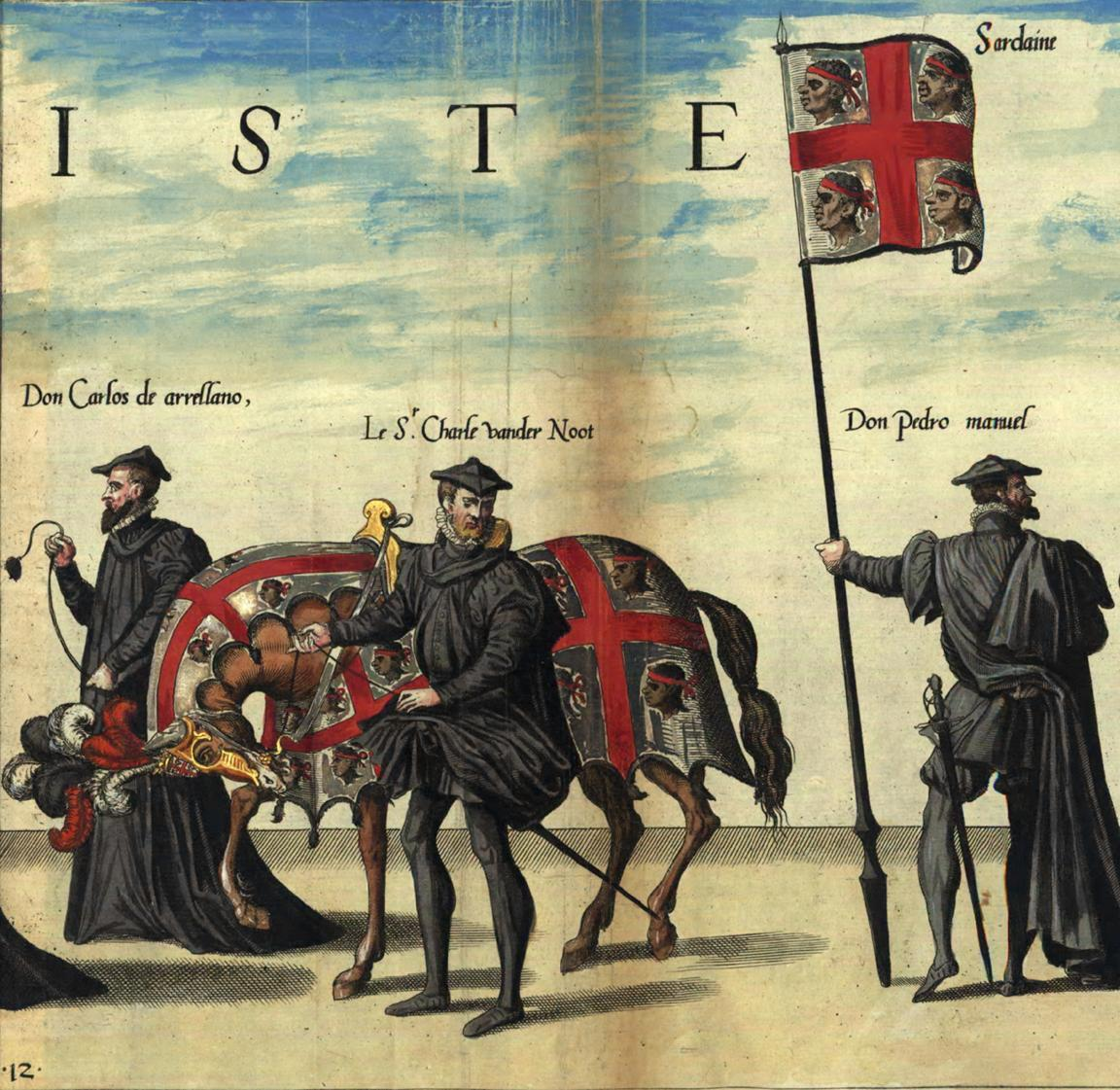
Флаг королевства на похоронах императора Карла V.

Потеря независимости, твёрдое арагонское (позже испанское с 1479 года) правление с введением феодализма, а также открытие Америки спровоцировали неудержимый упадок Сардинии. В 1470-х годах важное восстание против арагонцев возглавил маркиз Ористано Леонардо Алагон, которому удалось победить армию вице-короля, но позже он был побеждён в битве при Макомере (1478), что положило конец надежде острова на независимость. Непрекращающиеся нападения североафриканских пиратов берберских пиратов и серия эпидемий чумы (с 1582, 1652 и 1655 гг.) ещё больше ухудшили ситуацию.
В 1527 году в ходе войны Коньякской лиги французская армия в 4 тыс. человек под руководством итальянца Ренцо ди Чери атаковала северную часть Сардинии, осадило Кастельсардо и целый месяц контролировало Копко и Сассари.
В 1566 году первая типографика Сардинии появилась в Кальяри, в 1607 и 1617 годах были основаны Университет Кальяри и Университет Сассари.
В конце XV и начале XVI века испанцы построили сторожевые башни вдоль всего побережья (сегодня называемые «испанскими башнями») для защиты острова от османских вторжений.
В 1637 году французский флот во главе с Аркуром Анри де Лорреном около недели грабил Ористано.

### Под управлениемСавойского дома
С 1700 по 1720 г. Сардиния была предметом борьбы. После войны за испанское наследство в 1714 г. оно перешло к императору Карлу VI Габсбургу, в 1717 г. Филипп V отбил остров, но по итогам войны четверного альянса Сицилия перешла к Карлу VI в обмен на передачу Сардинии Савойскому дому и Виктору Амадею II/

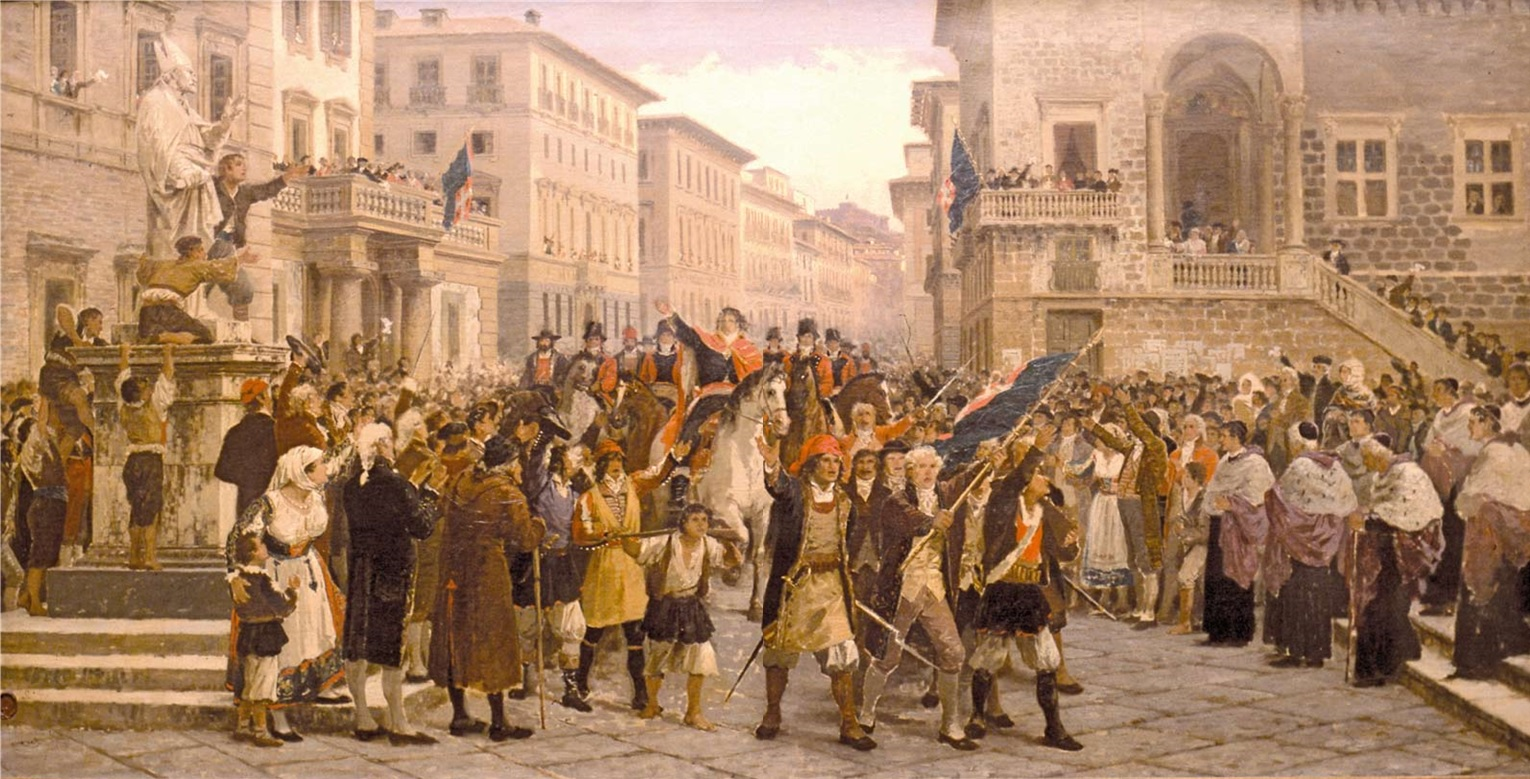
Триумфальный въезд Д. М. Анджой в Сассари 28 февраля 1796 г.

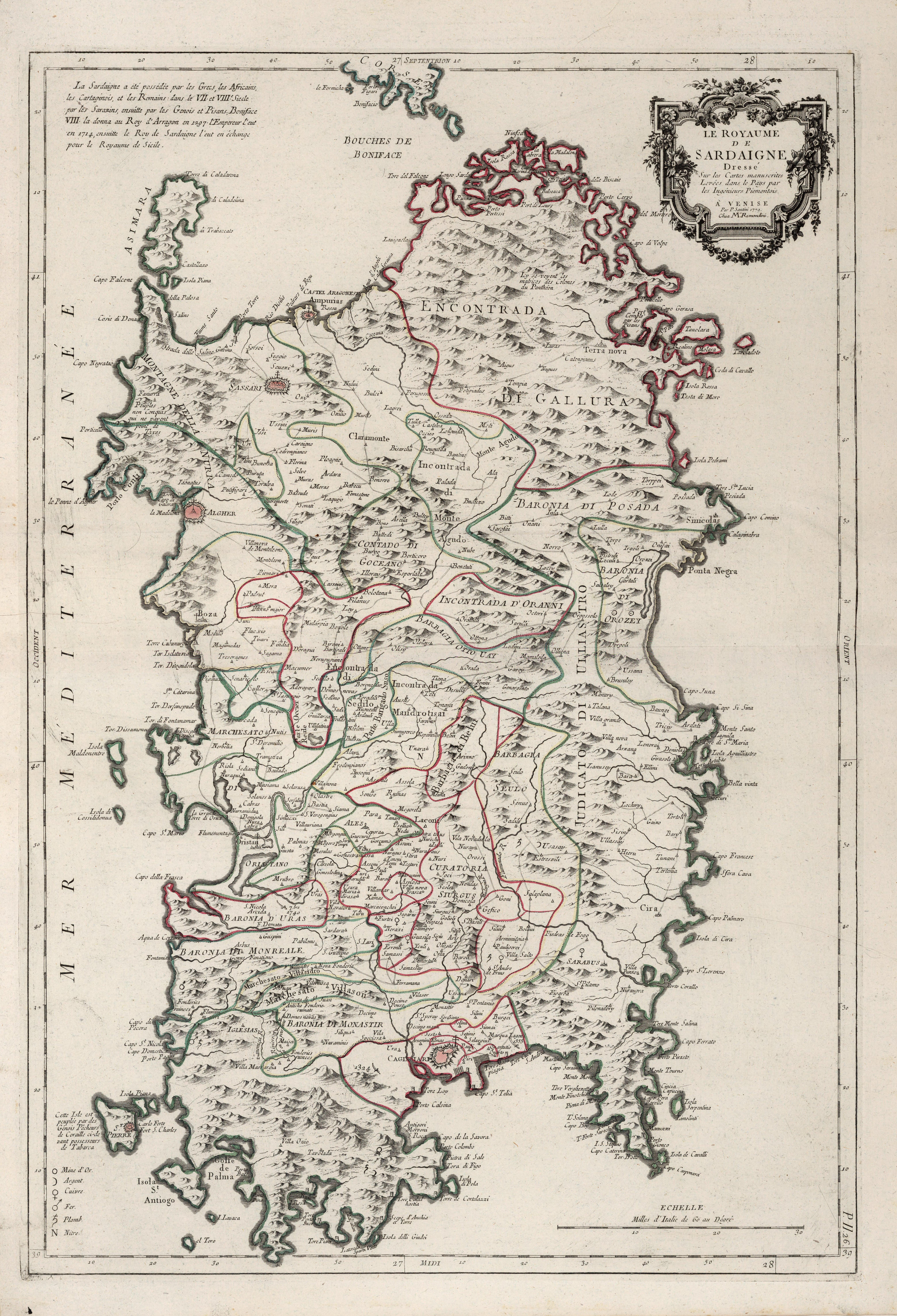
Карта Сардинии, 1779 г.

В 1793 г. сардинцы дважды разбили французские экспедиции. 23 февраля 1793 г. Доменико Мильелер во главе сардинского флота разгромил у Ла-Маддалены флот французов, куда был включён в чине лейтенанта молодой и будущий император Франции Наполеон Бонапарт. Мильелер получил первую Золотую медаль за воинскую доблесть Военно-морских сил Италии. В том же месяце сардинцы предотвратили попытку французского десанта на пляже Куарту-Сант-Элена, недалеко от столицы Кальяри. Из-за этих успехов представители дворянства и духовенства (Stamenti) сформулировали пять просьб, адресованных королю Виктору Амадей III, чтобы иметь те же права, что и материковые жители Италии, но получили отказ. Из-за этого недовольства 28 апреля 1794 г. во время восстания в Кальяри были убиты два пьемонтских чиновника. Это было началом восстания (названного «Moti rivoluzionari sardi» или «Vespri sardi») по всему острову, кульминацией которого стало 28 апреля 1794 года (отмечается сегодня как sa die de sa Sardigna) изгнание офицеров за несколько дней от столицы Кальяри. 28 декабря 1795 г. выступавшие против феодальных порядков жители Сассари, в основном из района Логудоро, заняли город. 13 февраля 1796 г. для предотвращения революции вице-король Филиппо Вивальда дал Джованни Марии Анджою статус «alternos» — полномочного представителя вице-короля. Аджой переехал из Кальяри в Сассари, и во время его путешествия почти все деревни присоединились к восстанию, требуя положить конец феодализму и стремясь объявить остров независимой республикой, но, оказавшись в меньшинстве перед силами лоялистов, бежал в Париж и искал поддержки у французов, чтобы вторгнуться на Сардинию и сделать её независимой республикой. Больше в данный период народных волнений подобного размаха на Сардинии не происходило, во многом благодаря постоянному присутствию там британского флота.
В 1799 г. король Карл Эммануил IV был изгнан из Пьемонта французской армией, и перенёс двор в Кальяри (его брат и наследник Виктор Эммануил I вернулся в Турин лишь в 1814 г.). В конце XVIII в. были восстановлены университеты Сассари и Кальяри. В 1820 году савойцы ввели на острове «Закон об ограждениях» (editto delle chiudende), законодательный акт, который превратил традиционную коллективную собственность на землю, культурную и экономическую основу Сардинии со времен нурагов, в частную собственность. Это породило множество злоупотреблений, поскольку реформа благоприятствовала землевладельцам, но исключала бедных сардинских фермеров и пастухов, которые стали свидетелями отмены общинных прав и продажи земли. Многие местные восстания, такие как бунт в Нуоро Su Connottu («уже известный» на сардинском языке) в 1868 году, были подавлены королевской армией.

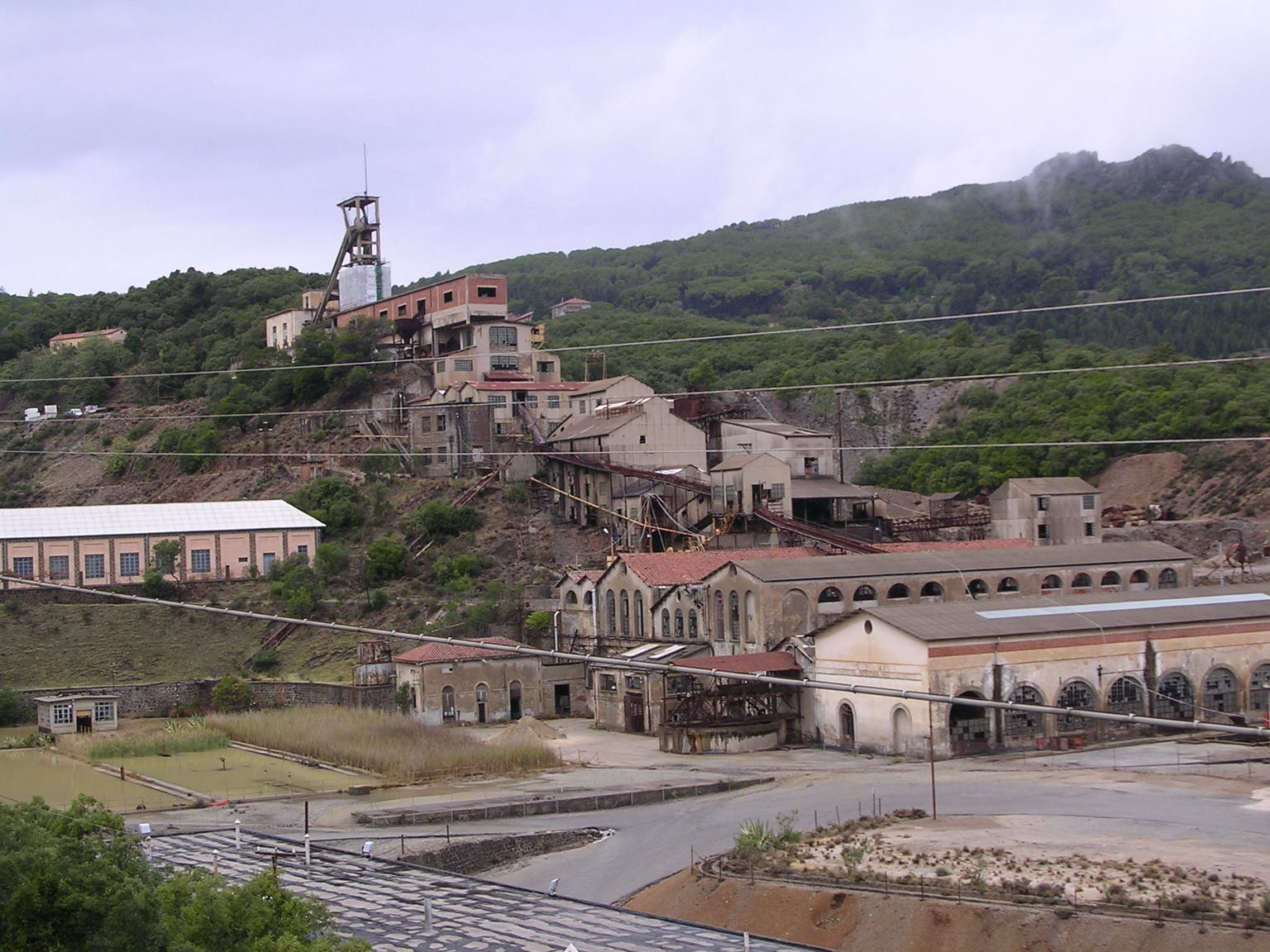
Шахта Монтевеккио, Гуспини.

В 1847 году при короле Карле Альберте все административные различия между Сардинией и материковой Италией были упразднены посредством так называемого идеального слияния: этот манёвр представлялся как единственно возможный способ предоставить равные права всем жителям королевства, что станет унитарным государством, а также основным законодательством будущей объединённой Италии.
Новые городские планы и новые деревни (например, Карлофорте, Калазетта и Санта-Тереза-Галлура) были реализованы в XVIII—XIX веках. Они часто следовали городской модели Турина, который теперь был столицей итальянского правления. Новые инфраструктуры были построены при короле Карле Феликсе. Главная дорога с юга на север от Кальяри до Сассари была расширена, сама дорога существует до сих пор и носит имя Карло Феличе. Кроме того, был проложен первый паромный маршрут между островом и Генуей с использованием таких пароходов, как Гульнара. Первая железная дорога была запущена в 1871 г., к концу века королевские дороги на острове имели 30 локомотивов, 106 пассажирских и 436 грузовых вагонов.
Экономика была ориентирована в основном на первичный сектор (земледелие и овцеводство) и на добычу полезных ископаемых. Большинство горнодобывающих обществ, работающих на Сардинии, зависели от несардинского капитала. Однако в 1848 году сардинский предприниматель Джованни Антонио Санна завладел шахтой Монтевеккьо, став третьим самым богатым человеком Королевства.

## Объединённая Италия

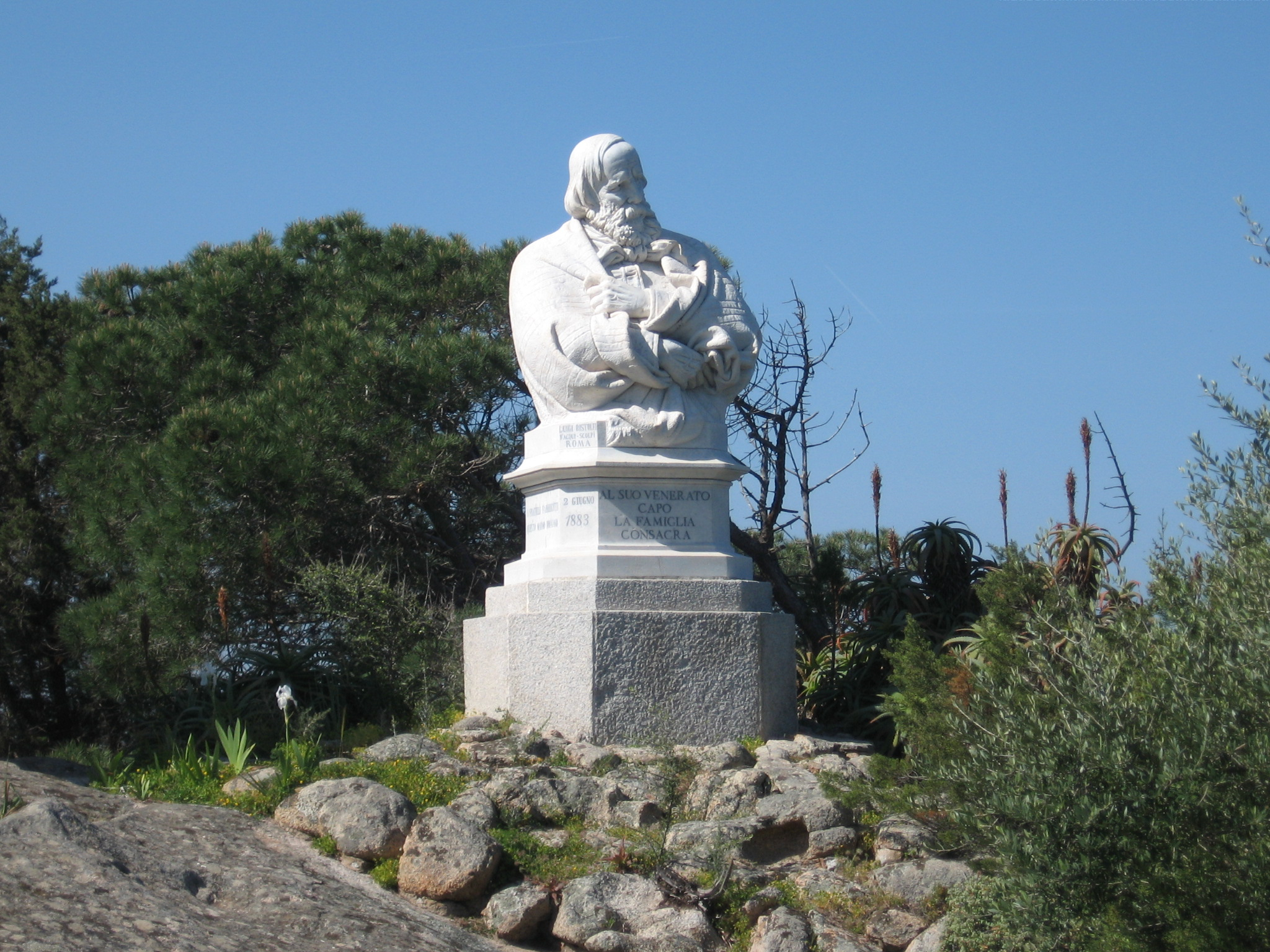
Статуя Джузеппе Гарибальди на Капрере (коммуна Ла-Маддалена). Его дом и поместье ныне являются самым посещаемым музеем Сардинии.

### Королевство Италия
Большинство сардинских лесов было вырублено в это время, чтобы обеспечить жителей Пьемонта древесиной для изготовления железнодорожных шпал на материке. Расширение первичных естественных лесов, восхваляемое посещавшими Сардинию путешественниками, фактически сократилось до немногим более 100 тыс. гектаров к концу века.
С началом Рисорджименто Королевство Сардиния стало Королевством Италия. С 1855 года Гарибальди, Джузеппе купил большую часть острова Капрера в архипелаге ла-Маддалене, куда он переехал после передачи его родной Ниццы французам. Его дом, ферма и гробница теперь являются музеем Сардинии. (Compendio Garibaldino).
В 1883 году первый поезд прошёл между Кальяри и Сассари, и в эти же десятилетия были произведены все современные общественные работы: дороги, дамбы, школы, канализация и акведуки, главным образом в городах.
В ходе Первой мировой войны отличилась Brigata Sassari сардинских солдат, некоторые из них были награждены золотыми медалями и другими наградами.
В 1924 году итальянский парламент во главе с Бенито Муссолини выпустил закон (итал. la legge del miliardo), который установил сумму в 1 млрд лир на развитие инфраструктуры Сардинии, но в реальности на дело пошла лишь часть суммы и в основном с Кальяри.
После войны, вдохновившись ирландской независимостью, ряд ветеранов Первой мировой войны создали движение сардинского национализма и Сардинскую партию действия, но были объявлены вне закона новыми властями Италии в 1926 году.
В 1926 году местная писательница Грация Деледда получила Нобелевскую премию по литературе.

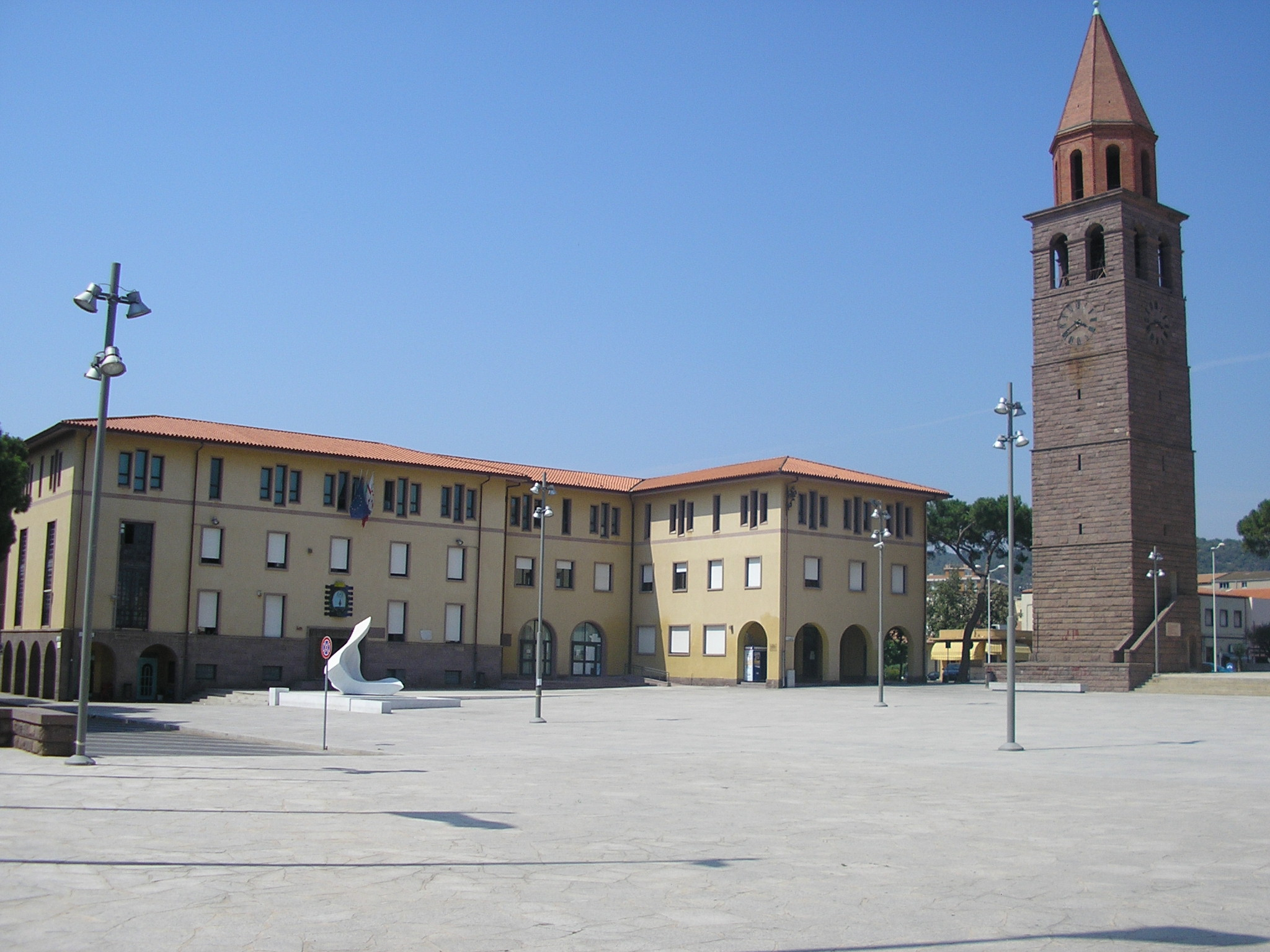
Карбония.

При фашистском режиме с политикой автаркии были осушены несколько болот вокруг острова и основаны новые аграрные общины. Основные общины находились в районе Ористано, где располагалась деревня Муссолиния, населённая выходцами из Венеции и Фриули, и в прилегающем к городу Альгеро районе Нурра, где была построена заселённая после Второй мировой войны выходцами из Истрии и Далмации Фертилия. Также в то время был основан город Карбония, который стал главным центром горнодобывающей деятельности. Работы по осушению многочисленных пустырей и рост добычи полезных ископаемых способствовали прибытию многочисленных поселенцев и иммигрантов с материка.
Репрессии фашистского режима в регионе были жестоки. Сельская Сардиния не проявляла особого интереса к фашистскому государству, в то время как городская буржуазия из городов, некоторые из которых были повторно заселены выходцами из материковой части Италии, была его самой стойкими сторонниками. Один из основателей коммунистической партии Антонио Грамши был арестован и умер в тюрьме. Анархист Мишель Ширру был казнён после неудачного покушения на Муссолини.
В ходе Второй мировой войны с 1940 года остров подвергался бомбардировкам союзников, с 1943 года Кальяри и Альгеро стали подвергаться воздушным бомбардировкам. В том же 1943 году немецкие войска были размещены на Сардинии и оккупированной итальянцами Корсике. В июле того же года большинство авиабаз на Сардинии были выведены из строя в результате бомбардировок. Летом 1943 года союзники провели ряд отвлекающих рейдов на Сардинию (операция «Боярышник»), чтобы отвлечь внимание от предстоящего вторжения на Сицилию. Операция «Мясной фарш» была тщательно продуманной диверсией союзников, чтобы убедить разведку противников в том, что их запланированное вторжение в южную Европу произойдет на Балканах, а в Италии будет происходить на Сардинии. Война закончилась на Сардинии в сентябре 1943 года выводом войск вермахта на Корсику после капитуляции Италии союзникам в рамках перемирия с союзниками, высадкой союзных сил 14 сентября и уходом последних немецких солдат 18 сентября.